# Paramacroceps fouquei
Paramacroceps fouquei är en insektsart som beskrevs av Bergevin 1926. Paramacroceps fouquei ingår i släktet Paramacroceps och familjen dvärgstritar. Inga underarter finns listade i Catalogue of Life.